# Scalponotatus maturus
Scalponotatus maturus är en insektsart som beskrevs av Kelton 1969. Scalponotatus maturus ingår i släktet Scalponotatus och familjen ängsskinnbaggar. Inga underarter finns listade i Catalogue of Life.